# Adidas Finale
Finale es el balón de fútbol oficial de la Liga de Campeones de la UEFA, desde la temporada 2000-01. Su diseño principal se basa en las estrellas del logotipo de la Liga de Campeones de la UEFA. La pelota se utiliza sobre todo en las etapas finales, pero en otras rondas preliminares, el balón puede diferir. Por ejemplo, una pelota de Puma fue utilizada en el partido de vuelta entre el Maccabi Haifa y el Liverpool, por la tercera ronda de clasificación de la temporada 2006-07.
Es fabricado por la compañía alemana de equipamiento deportivo Adidas. Fue desarrollado sobre la base de la Adidas Terrestra Silverstream, el balón oficial de la Eurocopa 2000, realizada en los Países Bajos y en Bélgica. Este balón se hizo también con la misma manera de construcción y con el mismo tipo de materiales utilizado para el Adidas Fevernova, excepto por los gráficos. Llegado el año 2004 las costuras se cambiaron por la unión de termosellado similar al Adidas Roteiro excepto, por los gráficos. La forma de 32 paneles se mantuvo hasta el año 2005. Llegado el año 2006 el balón sufre un fuerte cambio, el balón es construido sobre la base del balón adidas +Teamgeist, consistió en un balón de 14 paneles pero los gráficos de 12 estrellas encajaron perfectamente sobre la base y la forma del balón, manteniéndose hasta la temporada 2009-10. Para 2010 hasta la temporada 2018-19 Adidas suprime el balón de 14 paneles y crea el balón similar al logo de la competición. Consistía en 32 paneles: 12 estrellas y 20 polígonos. Desde entonces los polígonos y las estrellas se mantienen, las estrellas son más grandes y se superponen los picos de las estrellas uno con otro, excepto en la temporada 2021-22 en la que los picos de las estrellas encajaban unos con otros. A partir de la temporada 2024 - 2025 regresa nuevamente el balón de la liga de campeones similar al que se presentó en la temporada 2010-11 con las estrellas no superpuestas ya las estrellas se unen los picos del mismo con los otros picos pero con una especie de ranuras tanto en las estrellas como en el resto de los paneles para mayor trayectoria en vuelo. 